# مکس لایگر
مکس لایگر (آلمانی: Max Laeuger; ۳۰ سپتامبر ۱۸۶۴ – ۱۲ دسامبر ۱۹۵۲) معمار و سازنده ظروف سرامیکی اهل آلمان بود.
از افتخارات وی میتوان به کسب مدال طلا برنامه‌ریزی شهری در بخش مسابقات هنری بازی‌های المپیک تابستانی ۱۹۲۸ اشاره کرد.